# Jørn Didriksen
Jørn Didriksen, né le 27 août 1953 à Jevnaker, est un patineur de vitesse norvégien.

## Biographie
Aux Jeux olympiques d'hiver de 1976 organisés à Innsbruck en Autriche, Jørn Didriksen est médaillé d'argent sur 1 000 mètres. Il est quatrième des championnats du monde et champion de Norvège en sprint en 1975. Après sa carrière, il devient écrivain.

## Records personnels
| Distance     | Temps         | Année |
| ------------ | ------------- | ----- |
| 500 mètres   | 38 s 7        | 1977  |
| 1 000 mètres | 1 min 17 s 34 | 1977  |
| 1 500 mètres | 2 min 5 s 8   | 1977  |
| 5 000 mètres | 8 min 11 s    | 1973  |